# 七家灣溪
七家灣溪（泰雅語：:6、:134 或 :57）為臺灣高山河川，大甲溪水系上游的主要支流，傳統認為發源於桃山南側，而最遠源流實發源自雪山主峰東北側一號圈谷，流域位於臺中市和平區平等里，雪霸國家公園園區內。其流域有一大片南北數公里長、東西數百公尺寬平緩的谷地，設有由退輔會管理的武陵農場。自雪山一號圈谷沿路匯集源自聖稜線南段東側、武陵四秀南側、羅葉尾山稜線西側的源流（包括左股桃山溪匯流於武陵橋、左股匯流於武陵農場果三區對面:61），與其發源於雪山主峰東南側的右股支流高山溪為大甲溪發源海拔最高的支流，是冰河時期孑遺生物櫻花鉤吻鮭現今唯一棲息河域。
發源於雪山主峰東南側的右股支流高山溪（又名武陵溪，泰雅語:23,35-40,74-75）於武陵農場本部的億年橋匯入，續往南流至武陵農場入口迎賓橋，在此與左股有勝溪匯流，稱為伊卡丸溪，而日治1924年起調製《陸地測量部五萬分一地形圖》、戰後1957年起調製《聯勤版台灣二萬五千分一地形圖》將伊卡丸溪也標示成七家灣溪（日语：キヤワン溪），匯流右股支流司界蘭溪（日语：スキラン溪）之後標為大甲溪。伊卡丸溪往西南續流至跨越南湖溪的清泉橋下游約一公里處，以右股與最遠源流南湖溪匯流，成為大甲溪。

## 歷史
七家灣溪泰雅語稱為，漢語音譯為給拉萬，為「甕底」之意，形容現今武陵農場北側平緩的谷地，其流域為泰雅族的重要狩獵區之一，為泰雅先祖從發源地北港溪上游流域，經由大甲溪上游流域，越過思源埡口分枝散葉，往蘭陽溪、大漢溪、大安溪及南澳等地遷徙的重要中繼據點。
考古發現顯示在史前時代即有先民在七家灣溪谷地定居，1997年5月中研院史語所劉益昌教授發現的七家灣遺址涵蓋兩個文化層，下層是距今約4000–2600年前新石器時代中期到晚期繩紋紅陶的文化層，上層是距今約1200–400年前金屬器及金石並用時代晚期的文化層，出土遺物顯示台灣東、西部的先民，在數千年前即有穿越脊梁山脈遷徙。
七家灣溪流域北側，在雪山東稜與七卡以北，為溪頭群匹亞南泰雅族（現漢名南山村）的傳統獵場與漁場；在流域南側，以及雪山東稜以南的高山溪支流流域，為志佳陽群（現漢名環山）的聚落開墾範圍，主要有兩個聚落，主流的（今觀魚台附近）、支流高山溪流域的（雪山東峰南側），後者在（今武陵農場本部）進行開墾，這些聚落在日治時期被集團移住到志佳陽本社，而的耕地直到戰後仍有七戶志佳陽群泰雅族人持續長途跋涉到此堅守耕種著，包括：家族（彭家）、家族（林家）、家族（何家）、家族（白家）、家族（劉家）、家族（宋家）、家族（王家）等七家。:28-46
日治時期以日語對音稱為「 Kiyawan」溪。戰後原稱為「佮丸溪」，取諧音與七戶之意雅化轉譯為「七家灣溪」。因應中橫公路興建、農耕隊進入後，將原住泰雅族人以地易地改遷至環山部落，但族人認為他們的土地是被政府搶走的，有族人報導政府有給一點補償金，但中間被貪官汙吏拿走，族人並沒有拿到補償金。:40-411960年中橫興建完成之後，退輔會即在七家灣溪平緩的谷地設立武陵農場以安置榮民。因水源來自武陵四秀之一桃山，緊鄰武陵農場，且七家灣溪匯入伊卡丸溪的河口有農場入口迎賓橋橫跨，復育池也位在農場境內，故常將武陵農場與七家灣溪彼此連上關係。

## 生態
七家灣溪除了是櫻花鉤吻鮭唯一棲息河域，也是現今臺灣存留數量最多櫻花鉤吻鮭的棲息河域，因此享有「臺灣櫻花鉤吻鮭家鄉」的美稱。武陵農場建立初期，因在七家灣溪旁開發導致櫻花鉤吻鮭數量下降。1997年10月1日臺中縣政府正式公告成立「七家灣溪櫻花鉤吻鮭野生動物保護區」，經過多年復育與保護之下，七家灣溪得以名聲鵲起。

## 周邊景點
- 武陵農場
- 桃山瀑布
- 雪霸國家公園
- 桃山
- 雪山東峰
- 志佳陽大山

## 外部連結
- 櫻花鉤吻鮭僅存的棲息地—七家灣溪與高山溪支流（页面存档备份，存于）
- 行政院農委會林務局自然保育網·台灣野生動物保護區一覽表（页面存档备份，存于）